# Onychogomphus risi
Onychogomphus risi är en trollsländeart som först beskrevs av Fraser 1922.  Onychogomphus risi ingår i släktet Onychogomphus och familjen flodtrollsländor. IUCN kategoriserar arten globalt som otillräckligt studerad. Inga underarter finns listade i Catalogue of Life.